# نيكولاس فرتادو
نيكولاس فرتادو (بالإسبانية: Nicolás Furtado) هو ممثل أوروغواني، ولد في 6 فبراير 1988 بمونتفيدو في الأوروغواي.

## وصلات خارجية
- نيكولاس فرتادو على موقع IMDb (الإنجليزية)
- نيكولاس فرتادو على موقع قاعدة بيانات الفيلم (الإنجليزية)